# Wysoka, West Pomeranian Voivodeship
Wysoka [vɨˈsɔka] (tiếng Đức: Wittstock) là một ngôi làng thuộc khu hành chính của Gmina Boleszkowice, thuộc quận Myślibórz, West Pomeranian Voivodeship, ở phía tây bắc Ba Lan, gần biên giới Đức. Nó nằm khoảng 5 kilômét (3 mi) phía đông bắc Boleszkowice, 28 km (17 mi) phía tây nam Myślibórz và 75 km (47 mi) phía nam thủ đô khu vực Szczecin.
Ngôi làng có dân số là 297 người.